# نیام سینه‌ای‌کمری
نیام سینه‌ای‌کمری (انگلیسی: Thoracolumbar fascia) نیامی در ناحیه کمری است که ماهیچه‌های راست‌کننده ستون مهره‌ها را احاطه می‌کند. این نیام تکیه‌گاهی برای تعدادی از عضلات پشتی و شکمی است.